# Let's Dance 2008
Let's Dance 2008 var den tredje säsongen av TV-programmet Let's Dance som sändes i TV4. Första programmet sändes den 11 januari och det sista programmet den 28 mars. Efter att Agneta Sjödin hoppat av produktionen ersattes hon av Jessica Almenäs som ledde programmet tillsammans med David Hellenius. Juryn var den samma som tidigare år och vinnare blev slutligen Tina Nordström och Tobias Karlsson. Egentligen skulle vinnarna även denna säsong representera Sverige i Eurovision Dance Contest, men efter återbud fick fyran Danny Saucedo och trean Jeanette Carlsson representera Sverige i Eurovision Dance Contest 2008.
Finalen i Let's Dance 2008 satte tittarekord, 2 675 000 såg resultaten läsas upp och tidigare under kvällen hade över 2,4 miljoner sett paren dansa. Det är den högsta tittarsiffran TV 4 haft på åtta år om man inte inkluderar sportsändningar.

## Deltagare
- Danny Saucedo och Malin Johansson
- Dilba Demirbag och Tobias Wallin
- Karl Petter Bergvall och Jeanette Carlsson
- Linda Lampenius och Daniel da Silva
- Mats Carlsson och Carin da Silva
- Mi Ridell och Johan Andersson
- Richard Herrey och Cecilia Ehrling
- Susanne Lanefelt och Björn Törnblom
- Tilde Fröling och Alfred Palmgren
- Tina Nordström och Tobias Karlsson
- Tony Rickardsson och Annika Sjöö
- Ulf Larsson och Christina Samuelsson

## Program

### Cha-Cha-Cha och Vals
| 11 januari 2008                            |             |                                            |
| Tävlingspar                                | Dans        | Musik                                      |
| Linda Lampenius och Daniel da Silva        | cha-cha-cha | Get This Party Started (Pink)              |
| Tony Rickardsson och Annika Sjöö           | vals        | I Remember Love (Sarah Dawn Finer)         |
| Mi Ridell och Johan Andersson              | cha-cha-cha | Dancing in the Moonlight (Toploader)       |
| Richard Herrey och Cecilia Erling          | vals        | With Every Heartbeat (Robyn feat. Kleerup) |
| Tilde Fröling och Alfred Palmgren          | cha-cha-cha | Since You've Been Gone (Kelly Clarkson)    |
| Danny Saucedo och Malin Johansson          | cha-cha-cha | Push It (Salt-n-Pepa)                      |
| Dilba Demirbag och Tobias Wallin           | vals        | Chasing Cars (Snow Patrol)                 |
| Matte Carlsson och Carin da Silva          | cha-cha-cha | Groove is in the Heart (Deee-Lite)         |
| Tina Nordström och Tobias Karlsson         | vals        | Moon River (Frank Sinatra)                 |
| Karl Petter Bergvall och Jeanette Carlsson | cha-cha-cha | Big Girl (Mika)                            |
| Susan Lanefelt och Björn Törnblom          | vals        | I Can't Help Falling in Love (Elvis)       |
| Ulf Larsson och Christina Samuelsson       | vals        | Unchained Melody (The Righteous Brothers)  |

#### Resultat
Tittarnas röster offentliggörs aldrig, därför går paren vidare från röstningen utan inbördes ordning.
| Nr | Tävlingspar              | Poäng från Maria Öhrman | Poäng från Dermot Clemenger | Poäng från Ann Wilson | Poäng från Tony Irving | Total poäng från juryn | Ranking-poäng från juryn |
| -- | ------------------------ | ----------------------- | --------------------------- | --------------------- | ---------------------- | ---------------------- | ------------------------ |
| 1  | Linda och Daniel         | 7                       | 5                           | 4                     | 6                      | 22                     | 12                       |
| 1  | Tony och Annika          | 5                       | 6                           | 6                     | 5                      | 22                     | 12                       |
| 10 | Mi och Johan             | 3                       | 3                           | 3                     | 5                      | 14                     | 3                        |
| 6  | Richard och Cecilia      | 3                       | 6                           | 5                     | 5                      | 19                     | 7                        |
| 7  | Tilde och Alfred         | 3                       | 4                           | 4                     | 5                      | 16                     | 6                        |
| 7  | Danny och Malin          | 4                       | 4                           | 4                     | 4                      | 16                     | 6                        |
| 5  | Dilba och Tobias         | 5                       | 5                           | 5                     | 6                      | 21                     | 8                        |
| 11 | Matte och Carin          | 3                       | 4                           | 4                     | 2                      | 13                     | 2                        |
| 1  | Tina och Tobias          | 6                       | 4                           | 6                     | 6                      | 22                     | 12                       |
| 9  | Karl Petter och Jeanette | 3                       | 5                           | 4                     | 3                      | 15                     | 4                        |
| 1  | Susan och Björn          | 4                       | 6                           | 5                     | 7                      | 22                     | 12                       |
| 12 | Ulf och Christina        | 2                       | 2                           | 3                     | 2                      | 9                      | 1                        |

### Quickstep och Rumba
| 18 januari 2008          |           |                                   |
| Tävlingspar              | Dans      | Musik                             |
| Karl Petter och Jeanette | Quickstep | Natalie (Ola)                     |
| Tina och Tobias          | Rumba     | Big girls don't cry (Fergie)      |
| Matte och Carin          | Quickstep | Girlfriend (Avril Lavigne)        |
| Uffe och Christina       | Rumba     | Ingenting (Kent)                  |
| Mi och Johan             | Quickstep | Puttin' on the ritz (Taco)        |
| Dilba och Tobias         | Rumba     | Umbrella (Rihanna)                |
| Danny och Malin          | Quickstep | Part-time lover (Stevie Wonder)   |
| Susan och Björn          | Rumba     | Say it right (Nelly Furtado)      |
| Tilde och Alfred         | Quickstep | You can't hurry love (Supremes)   |
| Richard och Cissi        | Rumba     | Let's get it on (Marvin Gaye)     |
| Linda och Daniel         | Quickstep | I'll be there for you (Rembrants) |
| Tony och Annika          | Rumba     | Show me heaven (Maria McKee)      |

#### Resultat
Tittarnas röster offentliggörs aldrig, därför går paren vidare från röstningen utan inbördes ordning.
| Nr            | Tävlingspar              | Poäng från Maria Öhrman | Poäng från Dermot Clemenger | Poäng från Ann Wilson | Poäng från Tony Irving | Total poäng från juryn | Förra veckans poäng | Totalt | Ranking-poäng från juryn |
| ------------- | ------------------------ | ----------------------- | --------------------------- | --------------------- | ---------------------- | ---------------------- | ------------------- | ------ | ------------------------ |
| 1             | Linda och Daniel         | 7                       | 8                           | 8                     | 9                      | 32                     | 22                  | 54     | 12                       |
| 1             | Tony och Annika          | 8                       | 8                           | 8                     | 8                      | 32                     | 22                  | 54     | 12                       |
| 7             | Mi och Johan             | 5                       | 6                           | 6                     | 7                      | 24                     | 14                  | 38     | 6                        |
| 5             | Richard och Cecilia      | 6                       | 6                           | 6                     | 5                      | 23                     | 19                  | 42     | 8                        |
| 8             | Tilde och Alfred         | 3                       | 5                           | 4                     | 5                      | 17                     | 16                  | 33     | 5                        |
| 9             | Danny och Malin          | 4                       | 4                           | 4                     | 4                      | 16                     | 16                  | 32     | 4                        |
| 4             | Dilba och Tobias         | 5                       | 6                           | 5                     | 6                      | 22                     | 21                  | 43     | 9                        |
| 9             | Matte och Carin          | 4                       | 5                           | 5                     | 5                      | 19                     | 13                  | 32     | 4                        |
| 3             | Tina och Tobias          | 7                       | 7                           | 8                     | 8                      | 30                     | 22                  | 52     | 10                       |
| 9             | Karl Petter och Jeanette | 5                       | 4                           | 4                     | 4                      | 17                     | 15                  | 32     | 4                        |
| 5             | Susan och Björn          | 4                       | 5                           | 6                     | 5                      | 20                     | 22                  | 42     | 8                        |
| 12 (UTSLAGNA) | Ulf och Christina        | 2                       | 2                           | 2                     | 2                      | 8                      | 9                   | 17     | 1                        |

### Jive och Tango

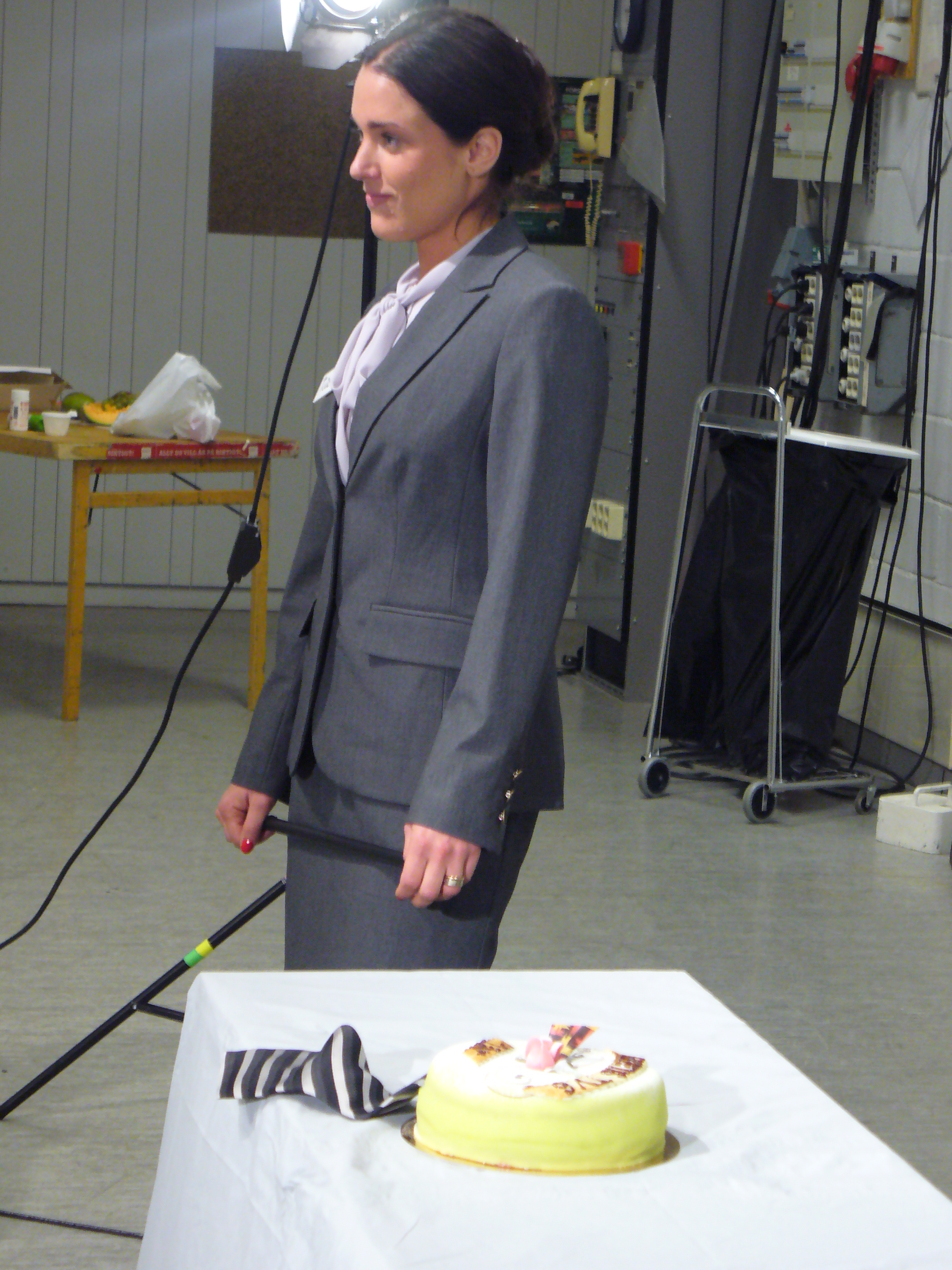
Tilde Fröling var den andra att lämna programmet

| 25 januari 2008                            |       |                                        |
| Tävlingspar                                | Dans  | Musik                                  |
| Danny Saucedo och Malin Johansson          | Jive  | Miss Blue (Vincent Pontare)            |
| Tony Rickardsson och Annika Sjöö           | Tango | Gimme more (Britney Spears)            |
| Matte Carlsson och Carin da Silva          | Jive  | Maneater (Hall & Oates)                |
| Dilba Demirbag och Tobias Wallin           | Tango | Rehab (Amy Winehouse)                  |
| Karl Petter Bergvall och Jeanette Carlsson | Jive  | The worrying kind (The Ark)            |
| Susan Lanefelt och Björn Törnblom          | Tango | Seven nation army (White stripes)      |
| Tilde Fröling och Alfred Palmgren          | Jive  | Sweet escape (Gwen Stefani)            |
| Tina Nordström och Tobias Karlsson         | Tango | The way I are (Timbaland)              |
| Mi Ridell och Johan Andersson              | Jive  | My baby just care for me (Nina Simone) |
| Richard Herrey och Cecilia Erling          | Tango | Voyage voyage (Kate Ryan)              |
| Linda Lampenius och Daniel da Silva        | Jive  | Hound dog (Elvis)                      |

#### Resultat
Tittarnas röster offentliggörs aldrig, därför går paren vidare från röstningen utan inbördes ordning.
| Nr           | Tävlingspar              | Poäng från Maria Öhrman | Poäng från Dermot Clemenger | Poäng från Ann Wilson | Poäng från Tony Irving | Total poäng från juryn | Ranking-poäng från juryn |
| ------------ | ------------------------ | ----------------------- | --------------------------- | --------------------- | ---------------------- | ---------------------- | ------------------------ |
| 1            | Linda och Daniel         | 9                       | 8                           | 8                     | 7                      | 32                     | 9                        |
| 4            | Tony och Annika          | 6                       | 6                           | 7                     | 5                      | 24                     | 6                        |
| 7            | Mi och Johan             | 5                       | 5                           | 4                     | 5                      | 19                     | 3                        |
| 3            | Richard och Cecilia      | 6                       | 6                           | 7                     | 6                      | 25                     | 7                        |
| 6 (UTSLAGNA) | Tilde och Alfred         | 5                       | 5                           | 6                     | 5                      | 21                     | 4                        |
| 8            | Danny och Malin          | 5                       | 5                           | 4                     | 4                      | 18                     | 2                        |
| 3            | Dilba och Tobias         | 6                       | 7                           | 6                     | 6                      | 25                     | 7                        |
| 9            | Matte och Carin          | 3                       | 4                           | 4                     | 3                      | 14                     | 1                        |
| 8            | Tina och Tobias          | 4                       | 5                           | 5                     | 4                      | 18                     | 2                        |
| 5            | Karl Petter och Jeanette | 7                       | 6                           | 6                     | 4                      | 23                     | 5                        |
| 2            | Susan och Björn          | 8                       | 7                           | 6                     | 5                      | 26                     | 8                        |

### Paso Doble och Slowfox
| 1 februari 2008                            |            |                                            |
| Tävlingspar                                | Dans       | Musik                                      |
| Tina Nordström och Tobias Karlsson         | Paso Doble | Take me out (Franz Ferdinand)              |
| Matte Carlsson och Carin da Silva          | Slowfox    | Words (F R David)                          |
| Susan Lanefelt och Björn Törnblom          | Paso Doble | Sunny (Boney M)                            |
| Linda Lampenius och Daniel da Silva        | Slowfox    | This love (Maroon 5)                       |
| Richard Herrey och Cecilia Erling          | Paso Doble | Cheek to cheek (Sahara Hotnights)          |
| Tony Rickardsson och Annika Sjöö           | Paso Doble | Tragedy (The Bee Gees)                     |
| Mi Ridell och Johan Andersson              | Slowfox    | Dream a little dream (Mamas and the Papas) |
| Dilba Demirbag och Tobias Wallin           | Paso Doble | Release me (Oh Laura)                      |
| Danny Saucedo och Malin Johansson          | Slowfox    | Bad day (Daniel Powter)                    |
| Karl Petter Bergvall och Jeanette Carlsson | Slowfox    | Let's do it (Ella Fitzgerald)              |

#### Resultat
Tittarnas röster offentliggörs aldrig, därför går paren vidare från röstningen utan inbördes ordning.
| Nr           | Tävlingspar              | Poäng från Maria Öhrman | Poäng från Dermot Clemenger | Poäng från Ann Wilson | Poäng från Tony Irving | Total poäng från juryn | Ranking-poäng från juryn |
| ------------ | ------------------------ | ----------------------- | --------------------------- | --------------------- | ---------------------- | ---------------------- | ------------------------ |
| 6            | Linda och Daniel         | 5                       | 6                           | 6                     | 5                      | 22                     | 4                        |
| 4            | Tony och Annika          | 6                       | 7                           | 6                     | 7                      | 26                     | 6                        |
| 8            | Mi och Johan             | 4                       | 5                           | 5                     | 5                      | 19                     | 2                        |
| 1            | Richard och Cecilia      | 10                      | 10                          | 10                    | 10                     | 40                     | 9                        |
| 2            | Danny och Malin          | 9                       | 9                           | 9                     | 9                      | 36                     | 8                        |
| 5            | Dilba och Tobias         | 6                       | 6                           | 5                     | 6                      | 23                     | 5                        |
| 6            | Matte och Carin          | 5                       | 6                           | 6                     | 5                      | 22                     | 4                        |
| 3            | Tina och Tobias          | 8                       | 8                           | 8                     | 7                      | 31                     | 7                        |
| 9            | Karl Petter och Jeanette | 4                       | 5                           | 5                     | 4                      | 18                     | 1                        |
| 7 (UTSLAGNA) | Susan och Björn          | 5                       | 5                           | 5                     | 5                      | 20                     | 3                        |

Källa: Nyheterna.se  

### Samba

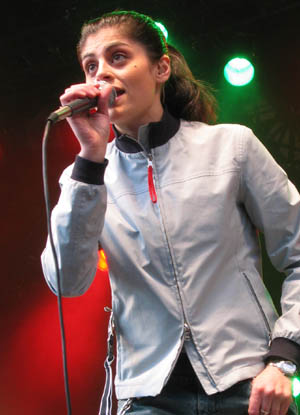
Dilba var den fjärde att lämna programmet

| 8 februari 2008                            |       |                                      |
| Tävlingspar                                | Dans  | Musik                                |
| Tony Rickardsson och Annika Sjöö           | Samba | Love is in the air (John Paul Young) |
| Karl Petter Bergvall och Jeanette Carlsson | Samba | I like to move it (Reel II Reel)     |
| Dilba Demirbag och Tobias Wallin           | Samba | Ain't nobody (Chaka Khan)            |
| Matte Carlsson och Carin da Silva          | Samba | Love to love you baby (Donna Summer) |
| Richard Herrey och Cecilia Erling          | Samba | La isla bonita (Madonna)             |
| Tina Nordström och Tobias Karlsson         | Samba | I want you back (Jackson 5)          |
| Mi Ridell och Johan Andersson              | Samba | Volare (Umberto Marcato)             |
| Linda Lampenius och Daniel da Silva        | Samba | I love to love (Tina Charles)        |
| Danny Saucedo och Malin Johansson          | Samba | Don't stop the music (Rihanna)       |

#### Resultat
Tittarnas röster offentliggörs aldrig, därför går paren vidare från röstningen utan inbördes ordning.
| Nr           | Tävlingspar              | Poäng från Maria Öhrman | Poäng från Dermot Clemenger | Poäng från Ann Wilson | Poäng från Tony Irving | Total poäng från juryn | Ranking-poäng från juryn |
| ------------ | ------------------------ | ----------------------- | --------------------------- | --------------------- | ---------------------- | ---------------------- | ------------------------ |
| 2            | Linda och Daniel         | 8                       | 8                           | 7                     | 8                      | 31                     | 8                        |
| 7            | Tony och Annika          | 5                       | 6                           | 5                     | 5                      | 21                     | 3                        |
| 3            | Mi och Johan             | 6                       | 8                           | 8                     | 8                      | 30                     | 7                        |
| 5            | Richard och Cecilia      | 6                       | 7                           | 6                     | 8                      | 27                     | 5                        |
| 4            | Danny och Malin          | 7                       | 7                           | 7                     | 7                      | 28                     | 6                        |
| 8 (UTSLAGNA) | Dilba och Tobias         | 4                       | 6                           | 4                     | 4                      | 18                     | 2                        |
| 9            | Matte och Carin          | 5                       | 4                           | 5                     | 3                      | 17                     | 1                        |
| 1            | Tina och Tobias          | 10                      | 10                          | 10                    | 10                     | 40                     | 9                        |
| 6            | Karl Petter och Jeanette | 4                       | 6                           | 6                     | 6                      | 22                     | 4                        |

### Cha-Cha-Cha och Vals II
| 15 februari 2008                           |             |                                           |
| Tävlingspar                                | Dans        | Musik                                     |
| Richard Herrey och Cecilia Erling          | Cha-Cha-Cha | Sommaren är kort (Tomas Ledin)            |
| Karl Petter Bergvall och Jeanette Carlsson | Vals        | Ta mig till havet (Peter Lundblad)        |
| Tony Rickardsson och Annika Sjöö           | Cha-Cha-Cha | Ohlala jag vill ha dig (Ulf Lundell)      |
| Linda Lampenius och Daniel da Silva        | Vals        | Pärlor åt svin (Magnus Uggla)             |
| Mi Ridell och Johan Andersson              | Vals        | Håll mitt hjärta (Björn Skifs)            |
| Tina Nordström och Tobias Karlsson         | Cha-Cha-Cha | Det gör ont (Lena Philipsson)             |
| Danny Saucedo och Malin Johansson          | Vals        | Sarah (Mauro Scocco)                      |
| Matte Carlsson och Carin da Silva          | Vals        | Hos dig är jag underbar (Patrik Isaksson) |

#### Resultat
Tittarnas röster offentliggörs aldrig, därför går paren vidare från röstningen utan inbördes ordning.
| Nr           | Tävlingspar              | Poäng från Maria Öhrman | Poäng från Dermot Clemenger | Poäng från Ann Wilson | Poäng från Tony Irving | Total poäng från juryn | Ranking-poäng från juryn |
| ------------ | ------------------------ | ----------------------- | --------------------------- | --------------------- | ---------------------- | ---------------------- | ------------------------ |
| 3            | Linda och Daniel         | 7                       | 7                           | 8                     | 8                      | 30                     | 5                        |
| 6            | Tony och Annika          | 5                       | 5                           | 7                     | 5                      | 22                     | 2                        |
| 3            | Mi och Johan             | 8                       | 7                           | 7                     | 8                      | 30                     | 5                        |
| 5 (UTSLAGNA) | Richard och Cecilia      | 6                       | 6                           | 6                     | 6                      | 24                     | 3                        |
| 2            | Danny och Malin          | 7                       | 8                           | 8                     | 10                     | 33                     | 6                        |
| 4            | Matte och Carin          | 7                       | 7                           | 8                     | 5                      | 27                     | 4                        |
| 1            | Tina och Tobias          | 10                      | 9                           | 9                     | 9                      | 37                     | 7                        |
| 7            | Karl Petter och Jeanette | 5                       | 4                           | 5                     | 4                      | 18                     | 1                        |

### Quickstep och Rumba II
| 22 februari 2008                           |           |                                                                |                     |
| Tävlingspar                                | Dans      | Musik                                                          | Film                |
| Karl Petter Bergvall och Jeanette Carlsson | Rumba     | I've had the time of my life (Bill Medley och Jennifer Warnes) | Dirty Dancing       |
| Matte Carlsson och Carin da Silva          | Rumba     | My heart will go on (Celine Dion)                              | Titanic             |
| Tony Rickardsson och Annika Sjöö           | Quickstep | You never can tell (Chuck Berry)                               | Pulp fiction        |
| Danny Saucedo och Malin Johansson          | Rumba     | Take my breath away (Berlin)                                   | Top Gun             |
| Tina Nordström och Tobias Karlsson         | Quickstep | You're the one (John Travolta och Olivia Newton-John)          | Grease              |
| Mi Ridell och Johan Andersson              | Rumba     | For your eyes only (Sheena Easton)                             | Ur dödlig synvinkel |
| Linda Lampenius och Daniel da Silva        | Rumba     | Come what may (Ewan McGregor och Nicole Kidman)                | Moulin Rouge!       |

#### Resultat
Tittarnas röster offentliggörs aldrig, därför går paren vidare från röstningen utan inbördes ordning.
| Nr           | Tävlingspar              | Poäng från Maria Öhrman | Poäng från Dermot Clemenger | Poäng från Ann Wilson | Poäng från Tony Irving | Total poäng från juryn | Ranking-poäng från juryn |
| ------------ | ------------------------ | ----------------------- | --------------------------- | --------------------- | ---------------------- | ---------------------- | ------------------------ |
| 1            | Linda och Daniel         | 8                       | 9                           | 8                     | 9                      | 34                     | 6                        |
| 3            | Tony och Annika          | 7                       | 8                           | 8                     | 8                      | 31                     | 4                        |
| 5 (UTSLAGNA) | Mi och Johan             | 7                       | 7                           | 6                     | 7                      | 27                     | 2                        |
| 3            | Danny och Malin          | 10                      | 8                           | 7                     | 6                      | 31                     | 4                        |
| 4            | Matte och Carin          | 8                       | 7                           | 7                     | 6                      | 28                     | 3                        |
| 2            | Tina och Tobias          | 8                       | 9                           | 8                     | 7                      | 32                     | 5                        |
| 6            | Karl Petter och Jeanette | 6                       | 6                           | 7                     | 5                      | 24                     | 1                        |

### Jive och Tango II
| 29 februari 2008                           |       |                                      |
| Tävlingspar                                | Dans  | Musik                                |
| Danny Saucedo och Malin Johansson          | Tango | Sweet dreams (Eurythmics)            |
| Tony Rickardsson och Annika Sjöö           | Jive  | Tainted love (Soft Cell)             |
| Karl Petter Bergvall och Jeanette Carlsson | Tango | Like a virgin (Madonna)              |
| Linda Lampenius och Daniel da Silva        | Tango | Need you tonight (INXS)              |
| Matte Carlsson och Carin da Silva          | Tango | Just can't get enough (Depeche Mode) |
| Tina Nordström och Tobias Karlsson         | Jive  | Wake me up before you go-go (Wham)   |

#### Resultat
Tittarnas röster offentliggörs aldrig, därför går paren vidare från röstningen utan inbördes ordning.
| Nr           | Tävlingspar              | Poäng från Maria Öhrman | Poäng från Dermot Clemenger | Poäng från Ann Wilson | Poäng från Tony Irving | Total poäng från juryn | Ranking-poäng från juryn |
| ------------ | ------------------------ | ----------------------- | --------------------------- | --------------------- | ---------------------- | ---------------------- | ------------------------ |
| 5 (UTSLAGNA) | Linda och Daniel         | 5                       | 5                           | 6                     | 6                      | 22                     | 2                        |
| 4            | Tony och Annika          | 6                       | 6                           | 7                     | 7                      | 26                     | 3                        |
| 6            | Danny och Malin          | 6                       | 5                           | 5                     | 4                      | 20                     | 1                        |
| 1            | Matte och Carin          | 8                       | 8                           | 9                     | 9                      | 34                     | 6                        |
| 3            | Tina och Tobias          | 8                       | 7                           | 7                     | 5                      | 27                     | 4                        |
| 2            | Karl Petter och Jeanette | 7                       | 7                           | 8                     | 7                      | 29                     | 5                        |

### Paso Doble och Slowfox II
Denna veckan gästades programmet av Eros Ramazzotti.
| 7 mars 2008                                |            |                      |
| Tävlingspar                                | Dans       | Musik                |
| Matte Carlsson och Carin da Silva          | Paso doble | Phantom of the opera |
| Danny Saucedo och Malin Johansson          | Paso doble | Spanish gypsy        |
| Tina Nordström och Tobias Karlsson         | Slowfox    | The lady is a tramp  |
| Karl Petter Bergvall och Jeanette Carlsson | Paso doble | Star wars-theme      |
| Tony Rickardsson och Annika Sjöö           | Slowfox    | Fever (Peggy Lee)    |

#### Resultat
Tittarnas röster offentliggörs aldrig, därför går paren vidare från röstningen utan inbördes ordning.
| Nr           | Tävlingspar              | Poäng från Maria Öhrman | Poäng från Dermot Clemenger | Poäng från Ann Wilson | Poäng från Tony Irving | Total poäng från juryn | Ranking-poäng från juryn |
| ------------ | ------------------------ | ----------------------- | --------------------------- | --------------------- | ---------------------- | ---------------------- | ------------------------ |
| 1            | Tony och Annika          | 10                      | 9                           | 9                     | 10                     | 38                     | 5                        |
| 2            | Danny och Malin          | 6                       | 8                           | 7                     | 7                      | 28                     | 4                        |
| 4 (UTSLAGNA) | Matte och Carin          | 5                       | 5                           | 6                     | 4                      | 20                     | 2                        |
| 3            | Tina och Tobias          | 6                       | 7                           | 7                     | 7                      | 27                     | 3                        |
| 5            | Karl Petter och Jeanette | 4                       | 5                           | 5                     | 4                      | 18                     | 1                        |

### Bugg och Salsa
Denna vecka dansade paren två danser, förutom Salsa eller Bugg så dansade alla en gemensam wienervals. Musikgäster denna vecka var Alcazar.

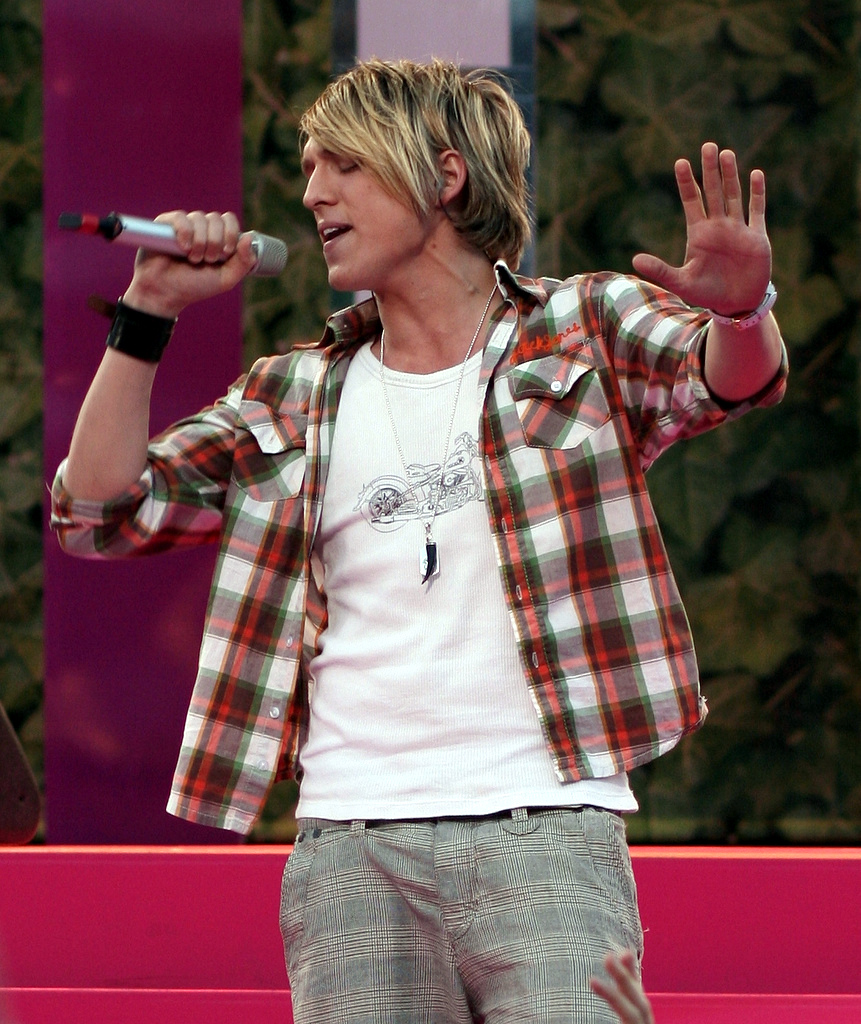
Danny blev den nionde att lämna programmet

| 14 mars 2008                               |       |                                    |
| Tävlingspar                                | Dans  | Musik                              |
| Karl Petter Bergvall och Jeanette Carlsson | Bugg  | Do you wanna dance (Cliff Richard) |
| Tony Rickardsson och Annika Sjöö           | Salsa | I will survive (Celia Cruz)        |
| Tina Nordström och Tobias Karlsson         | Bugg  | Song 2 (Blur)                      |
| Danny Saucedo och Malin Johansson          | Salsa | I need to know (Marc Anthony)      |

#### Resultat
Tittarnas röster offentliggörs aldrig, därför går paren vidare från röstningen utan inbördes ordning.
| Nr           | Tävlingspar              | Poäng från Maria Öhrman | Poäng från Dermot Clemenger | Poäng från Ann Wilson | Poäng från Tony Irving | Total poäng från juryn | Ranking-poäng från juryn |
| ------------ | ------------------------ | ----------------------- | --------------------------- | --------------------- | ---------------------- | ---------------------- | ------------------------ |
| 2            | Tony och Annika          | 8                       | 9                           | 8                     | 9                      | 34                     | 3                        |
| 3 (UTSLAGNA) | Danny och Malin          | 8                       | 8                           | 8                     | 9                      | 33                     | 2                        |
| 1            | Tina och Tobias          | 9                       | 9                           | 9                     | 8                      | 35                     | 4                        |
| 4            | Karl Petter och Jeanette | 6                       | 6                           | 6                     | 5                      | 23                     | 1                        |

### Juryns val
Denna vecka dansar paren två danser var. Den första är den dansen som juryn ansett vart deras sämsta och den andra deras bästa prestation på dansgolvet. Musikgäster denna vecka är EMD.
| 21 mars 2008                               |         |                               |
| Tävlingspar                                | Dans    | Musik                         |
| Tony Rickardsson och Annika Sjöö           | Tango   | Gimme more (Britney Spears)   |
| Tony Rickardsson och Annika Sjöö           | Rumba   | Show me heaven (Maria McKee)  |
| Karl Petter Bergvall och Jeanette Carlsson | Slowfox | Let's do it (Ella Fitzgerald) |
| Karl Petter Bergvall och Jeanette Carlsson | Jive    | The worrying kind (The Ark)   |
| Tina Nordström och Tobias Karlsson         | Tango   | The way I are (Timbaland)     |
| Tina Nordström och Tobias Karlsson         | Samba   | I want you back (Jackson 5)   |

#### Resultat[5]
Tittarnas röster offentliggörs aldrig, därför går paren vidare från röstningen utan inbördes ordning.
| Nr           | Tävlingspar              | Poäng från Maria Öhrman (Dans 1 + 2) | Poäng från Dermot Clemenger (Dans 1 + 2) | Poäng från Ann Wilson (Dans 1 + 2) | Poäng från Tony Irving (Dans 1 + 2) | Total poäng från juryn (Dans 1 + 2) | Ranking-poäng från juryn |
| ------------ | ------------------------ | ------------------------------------ | ---------------------------------------- | ---------------------------------- | ----------------------------------- | ----------------------------------- | ------------------------ |
| 1            | Tony och Annika          | 7 + 10 (17)                          | 9 + 10 (19)                              | 8 + 10 (18)                        | 9 + 10 (19)                         | 33 + 40 (73)                        | 3                        |
| 2            | Tina och Tobias          | 7 + 10 (17)                          | 9 + 10 (19)                              | 8 + 10 (18)                        | 8 + 10 (18)                         | 32 + 40 (72)                        | 2                        |
| 3 (UTSLAGNA) | Karl Petter och Jeanette | 4 + 6 (10)                           | 6 + 7 (13)                               | 6 + 7 (13)                         | 3 + 6 (9)                           | 19 + 26 (45)                        | 1                        |

### Final

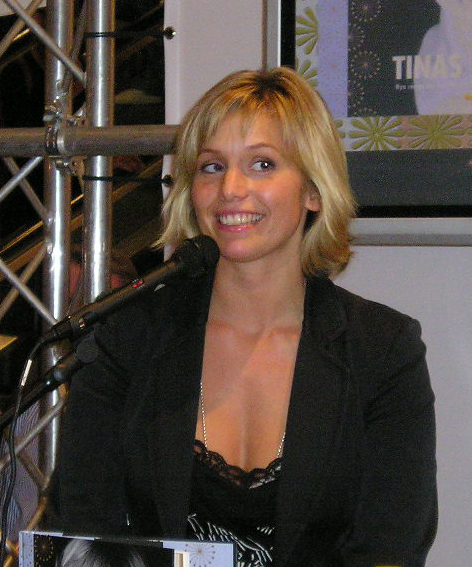
Tina Nordström

| 28 mars 2008 |                                    |                                     |
| Dans         | Tina Nordström och Tobias Karlsson | Musik                               |
| Standard     | Quickstep                          | You're the one that I want (Grease) |
| Latino       | Cha-cha-cha                        | Det gör ont (Lena Philipsson)       |
| Show         | Showdans                           | Proud Mary (Tina Turner)            |
| Dans         | Tony Rickardsson och Annika Sjöö   | Musik                               |
| Standard     | Slowfox                            | Fever (Peggy Lee)                   |
| Latino       | Salsa                              | I will survive (Gloria Gaynor)      |
| Show         | Showdans                           | Bad (Michael Jackson)               |

#### Resultat
Tittarnas röster offentliggörs aldrig, därför går paren vidare från röstningen utan inbördes ordning.
| Nr | Tävlingspar     | Poäng från Maria Öhrman (Dans 1 + 2 + 3) | Poäng från Dermot Clemenger (Dans 1 + 2 + 3) | Poäng från Ann Wilson (Dans 1 + 2 + 3) | Poäng från Tony Irving (Dans 1 + 2 + 3) | Total poäng från juryn (Dans 1 + 2 + 3) | Ranking-poäng från juryn |
| -- | --------------- | ---------------------------------------- | -------------------------------------------- | -------------------------------------- | --------------------------------------- | --------------------------------------- | ------------------------ |
| 2  | Tony och Annika | (9+10+9) 28                              | (9+10+8) 27                                  | (8+10+8) 26                            | (9+10+9) 28                             | (35+40+34) 109                          | 2                        |
| 1  | Tina och Tobias | (9+8+10) 27                              | (9+9+10) 28                                  | (9+9+10) 28                            | (8+8+10) 26                             | (35+34+40) 109                          | 2                        |

## Maratontabeller
| Nr | Tävlingspar              | Total poäng från juryn |
| -- | ------------------------ | ---------------------- |
| 1  | Tina och Tobias          | 480                    |
| 2  | Tony och Annika          | 458                    |
| 3  | Danny och Malin          | 259                    |
| 4  | Karl Petter och Jeanette | 252                    |
| 5  | Linda och Daniel         | 225                    |
| 6  | Matte och Carin          | 194                    |
| 7  | Mi och Johan             | 163                    |
| 8  | Richard och Cecilia      | 158                    |
| 9  | Dilba och Tobias         | 109                    |
| 10 | Susan och Björn          | 88                     |
| 11 | Tilde och Alfred         | 54                     |
| 12 | Ulf och Christina        | 17                     |

| Nr | Tittarsiffror | Placering |
| -- | ------------- | --------- |
| 1  | 1 970 000     | 2         |
| 2  | 2 250 000     | 2         |
| 3  | 1 895 000     | 2         |
| 4  | 1 740 000     | 3         |
| 5  | 1 880 000     | 3         |
| 6  | 1 845 000     | 4         |
| 7  | 1 875 000     | 2         |
| 8  | 1 775 000     | 4         |
| 9  | 1 695 000     | 3         |
| 10 | 1 645 000     | 4         |
| 11 | 1 870 000     | 1         |
| 12 | 2 675 000     | 1         |

Här nedan ser ni alla gånger som ett danspar har fått 40 poäng av juryn:
| Nr | Danspar             | Dans       | Datum         |
| -- | ------------------- | ---------- | ------------- |
| 1  | Richard och Cecilia | Paso Doble | Program nr 4  |
| 2  | Tina och Tobias     | Samba      | Program nr 5  |
| 3  | Tina och Tobias     | Samba      | Program nr 11 |
| 4  | Tony och Annika     | Rumba      | Program nr 11 |
| 5  | Tony och Annika     | Slowfox    | FINALEN       |
| 6  | Tina och Tobias     | Showdans   | FINALEN       |

## Juryn
Här presenteras vem i juryn som gett flest respektive minst antal poäng.
| Nr | Jurymedlem       | Total poäng |
| -- | ---------------- | ----------- |
| 1  | Dermot Clemenger | 630         |
| 2  | Ann Wilson       | 624         |
| 3  | Tony Irving      | 604         |
| 4  | Maria Öhrman     | 599         |

Här presenteras vem i juryn som har gett flest respektive minst antal 10:or.
| Nr | Jurymedlem       | Antal 10:or |
| -- | ---------------- | ----------- |
| 1  | Maria Öhrman     | 9           |
| 2  | Tony Irving      | 8           |
| 3  | Dermot Clemenger | 6           |
| 3  | Ann Wilson       | 6           |

## Danser

Tango, en av danserna som förekommer i programmet

- Tango
- Modern vals
- Wienervals
- Slowfox
- Quickstep
- Samba (dans)
- Cha-cha-cha
- Rumba
- Pasodoble
- Jive